# K-Bar Ranch
K-Bar Ranch è un census-designated place degli Stati Uniti d'America situato nella contea di Jim Wells dello Stato del Texas.
La popolazione era di 358 persone al censimento del 2010.

## Geografia fisica
K-Bar Ranch è situata a 27°59′47″N 97°55′22″W (27.996465, -97.922898).
Secondo lo United States Census Bureau, ha un'area totale di 3,4 miglia quadrate (8,8 km²).

## Società

### Evoluzione demografica
Secondo il censimento del 2000, c'erano 350 persone, 99 nuclei familiari e 89 famiglie residenti nella città. La densità di popolazione era di 102,6 persone per miglio quadrato (39,6/km²). C'erano 116 unità abitative a una densità media di 34,0 per miglio quadrato (13,1/km²). La composizione etnica della città era formata dall'86,29% di bianchi, lo 0,29% di nativi americani, il 12,86% di altre razze, e lo 0,57% di due o più etnie. Ispanici o latinos di qualunque razza erano l'83,43% della popolazione.
C'erano 99 nuclei familiari di cui il 55,6% aveva figli di età inferiore ai 18 anni, il 70,7% aveva coppie sposate conviventi, il 13,1% aveva un capofamiglia femmina senza marito, e il 9,1% erano non-famiglie. Il 6,1% di tutti i nuclei familiari erano individuali e il 4,0% aveva componenti con un'età di 65 anni o più che vivevano da soli. Il numero di componenti medio di un nucleo familiare era di 3,54 e quello di una famiglia era di 3,69.
La popolazione era composta dal 38,6% di persone sotto i 18 anni, il 7,7% di persone dai 18 ai 24 anni, il 26,6% di persone dai 25 ai 44 anni, il 17,4% di persone dai 45 ai 64 anni, e il 9,7% di persone di 65 anni o più. L'età media era di 28 anni. Per ogni 100 femmine c'erano 92,3 maschi. Per ogni 100 femmine dai 18 anni in giù, c'erano 92,0 maschi.
Il reddito medio di un nucleo familiare era di 29.205 dollari e quello di una famiglia era di 28.409 dollari. I maschi avevano un reddito medio di 23.173 dollari contro i 23.750 dollari delle femmine. Il reddito pro capite era di 7.450 dollari. Circa il 26,2% delle famiglie e il 34,3% della popolazione erano sotto la soglia di povertà, incluso il 43,9% di persone sotto i 18 anni enessuno di 65 anni o più.